# Kapurthala
Kapurthala fou un estat tributari protegit al Panjab sota el control del comissionat de la divisió de Jullundur. La superfície era de 1689 km² i la població el 1881 era de 252.617 habitants, el 1901 era de 314.341 habitants i el 1931 de 316.757. L'estat estava format per tres parts separades entre elles, a la part oriental del Beas, un dels tres completament rodejat per territori del districte d'Hoshiarpur. La capital era Kapurthala (ciutat).

## Història
La família reial era originària del Bari Doab, del pobla d'Ahlu i per això portava el nom d'Ahluwalia. Les seves possessions al Bari Doab van ser conquerides per les armes el 1780 per Sardar Jassa Singh, fundador de la família; de les possessions al Cis-Sutlej algunes foren conquerides per Sardar Jassa Singh, i altres li foren cedides pel maharaja Ranjit Singh abans del setembre de 1808. Per un tractat de 1809 el sardar de Kapurthala es va obligar a subministrar provisions als britànics en el Cis-Sutlej i per una declaració el mateix any es comprometia a unir-se als britànics en la guerra.
El 1826 el sardar Fateh Singh va fugir del Cis-Sutlej buscant la protecció dels britànics contra Ranjit Singh; els britànics li van acordar la protecció. Més tard a la primera Guerra Sikh el 1846, el raja va combatre al costat dels sikhs a Aliwal, i com que a més a més Sardar Nihal Singh, fill de Sardar Fateh Singh, no va poder abastir als britànics al sud del Sutlej, els seus dominis allí foren annexionats. El Doab de Jullundur va passar als britànics i els dominis dels ahluwalis al nord del Sutlej foren respectats a canvi de pagar en metàl·lic els serveis ara ja no hauria de fer a Ranjit Singh; els dominis del Bari Doab li foren reconeguts a perpetuïtat encara que la jurisdicció civil i policial va restar en mans dels britànics. El 1849 Sardar Nihal Singh fou nomenat raja i va morir el setembre del 1852; el va succeir el seu fill Randhir Singh que fou extraordinàriament lleial als britànics durant la rebel·lió del 1857; el 1858 va dirigir un contingent que va lluitar a l'Oudh.
Fou recompensat obtenint la concessió a perpetuïtat dels estats de Baundi i d'Ikauna al districte de Bahraich i de Bhitauli al districte de Bara Banki amb en total uns 1800 km²; en aquestos estats, que eren a Oduh, no exercia poders de govern però per marcar la seva superioritat sobre els talukdars ordinaris tenia el títol de Raja-i-Rajagan (no aplicable fora de l'Oduh). Raja Randhir Singh va morir el 1870 i el va succeir el seu fill Raja Kharrak Singh. Jagatjit Singh, fill de Kharrak Singh, va pujar al tron el 1877 com a menor d'edat sent declarat major el 1890. La seva religió era el sikhisme; la família es reclamava descendents de Rana Kapur, un semi-mític membre de la casa rajput de Jaisalmer, que hauria fundat Kapurthala vers l'any 1000. Tenia dret d'adopció i gaudia de salutació d'onze canonades. Jajagit Singh es va casar el 28 de gener de 1908 amb la ballarina espanyola Anita Delgado.
L'estat estava format per 603 pobles i 3 ciutats: Kapurthala, Sultanpur i Phagwara (la primera i la darrera a més eren municipalitats). Administrativament estava dividit en cinc tahsils: 
- Kapurthala
- Dhilwan
- Bholath
- Phagwara
- Sultanpur

El tahsil de Kapurthala tenia una superfície de 313 km² amb una població de 57.314 habitants el 1901 repartida en 110 pobles. Kapurthala era la capital de l'estat i el tahsil, i tenia 18.519 habitants.
La població era:
- 1881: 252.617
- 1891: 299.690
- 1901: 314.351

El 57% de la població eren musulmans, el 30% hindús i el 13% sikhs. La llengua principal era el panjabi. L'exèrcit de l'estat era el 1901 de 66 cavallers, 248 infants, 21 canons (8 en servei) i una guàrdia muntada de 20 soldats. Mantenia a més un batalló d'infanteria de servei imperial. La policia la formaven 3 inspectors, 1 inspector de cort, 5 subinspectors, 15 sargents, i 272 agents, i 243 chalkidars o agents rurals

## Ficció
El nom de Kapurthala va inspirar a Hergé el nom de Rawapurthala als llibres "els cigars del faraó" i "el Lotus Blau"

## Bandera
La bandera és rectangular dividida en dos parts horitzontals, blau sobre blanc, amb l'escut al centre.

## Llista de sardars i rages
- Sardar Jassa Singh (1718-1783) 1772 - 20 d'octubre de 1783
- Sardar Bagh Singh (1747-1801) 20 d'octubre de 1783 - 1801
- Raja Fateh Singh (1784 - 1837) 1801 - 20 d'octubre de 1837
- Raja Nihal Singh (1817 - 1852) 20 d'octubre de 1837 - 13 de setembre de 1852
- Raja Randhir Singh (1831 - 1870) 13 de setembre de 1852 - 2 d'abril de 1870
- Raja Kharrak Singh (1850 - 1877) 2 d'abril de 1870 - 5 de setembre de 1877
- Raja Jagatjit Singh (1872 - 1949) 5 de setembre de 1877 - 19 de juny de 1949 (maharaja 12 de desembre de 1911)